# Neoblattella infausta
Neoblattella infausta är en kackerlacksart som beskrevs av Rehn, J. A. G. och Morgan Hebard 1927. Neoblattella infausta ingår i släktet Neoblattella och familjen småkackerlackor.
Artens utbredningsområde är Haiti. Inga underarter finns listade i Catalogue of Life.